# Caroline Herschel

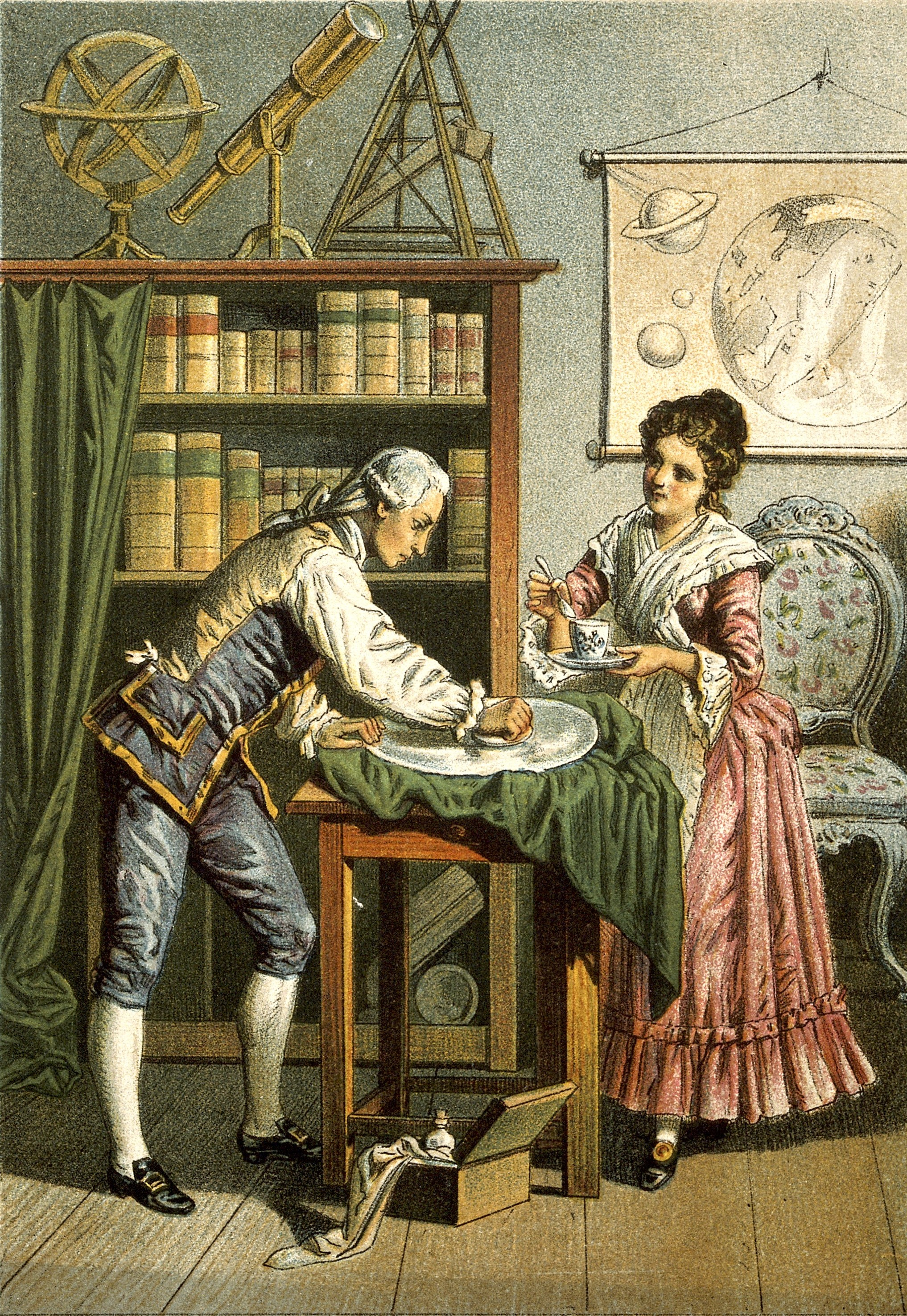
Wilhelm és Caroline Herschel távcsőtükröt csiszolnak

Caroline Herschel, (Hannover, 1750. március 16. – Hannover, 1848. január 9.) német énekesnő, csillagász és matematikus.

## Élete
Caroline Lucretia Herschel néven született Hannoverben, egy tízgyermekes családban. A testvérei között volt Sophia Elisabeth (1733–1803) aki Johann Heinrich Griesbach zenész (1730–1773) felesége lett, Wilhelm (1738–1822) és Alexander (1745–1821), szintén zenész és csillagász.
Koncerténekesnőnek képezték ki. 1772-ben Bathba költözött, ahol Wilhelm már mint muzsikus élt. Az 1770-es évek elejére Herschelék egyre inkább a csillagászat felé fordultak.
1781-ben Wilhelm felfedezte az Uránusz bolygót. Majd III. György 200 font évjáradékot adományozott neki. 1787-től Caroline mint tudományos segédmunkatárs 50 font évjáradékot elérte.
Egy kis newtoni távcsővel üstökösök keresésének szentelte magát.
Bátyja halála után 1822-ben Hannoverbe költözött, ahol tovább dolgozott. A munkája nagy segítséget jelentett unokaöccse John kutatásában.

## Elismerései
1838-ban a dublini Ír Királyi Tudományos Akadémia tagjává nevezte a 88 éves Caroline Herschelt. 1846-ban, 96 évesen megkapta a Porosz Tudományos Akadémia aranyérmét IV. Frigyes Vilmos porosz király megbízásából.

## Emlékezete

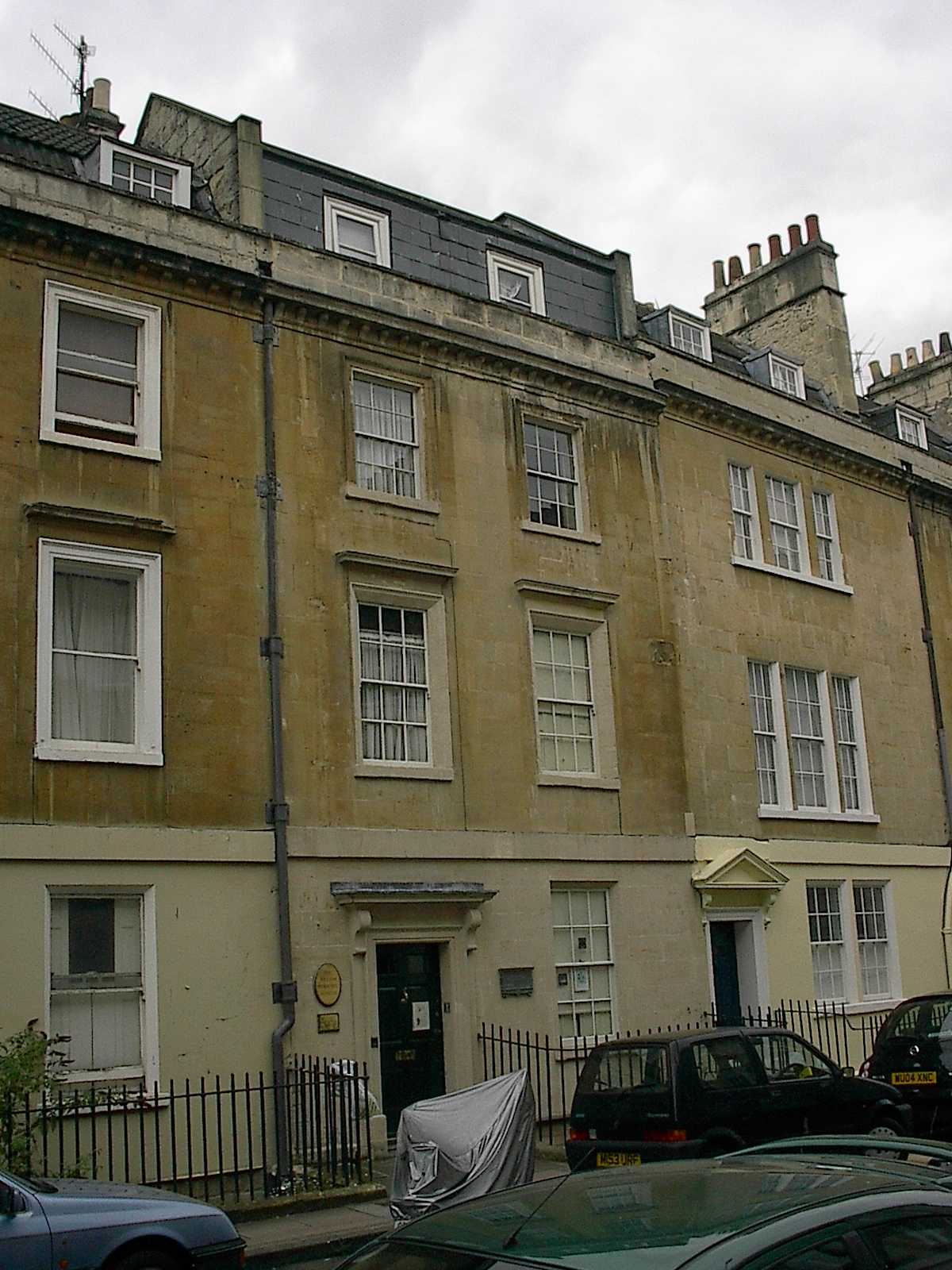
A bathi Herschel-múzeum

Caroline névadó volt a 35P/Herschel-Rigollet üstökösnek, C. Herschel holdkráternek és a 281 Lucretia bolygónak.
Utcákat neveztek el róla Bonnban, Braunschweigben, Brémában, Darmstadtban, Hemmingenben, az Isernhagenhez tartozó Altwarmbüchenben, Lübeckben, Münchenben, Bad Oldesloeban, Ottobrunnban, Peineben és Wennigsenben.
Emlékmúzeumát abban a bathi házban rendezték be, ahol a Herschel család élt és kutatott.

## Írásai
- Carolina Herschel: Catalogue of stars taken from Mr. Flamsteed’s observations contained in the second volume of the Historia cœlestis, and not inserted in the British catalogue. With an index, to Point out Every Observation in that Volume Belonging to the Stars of the British Catalogue. To which is added, a collection of errata that should be noticed in the same volume. By Carolina Herschel. With introductory and explanatory remarks to each of them. By William Herschel, Lld. F. R. S. Published by Order, and at the Expence, of the Royal Society. Peter Elmsly, Printer to the Royal Society, London 1798.
- Caroline Herschel: Memoiren und Briefwechsel. Herausgegeben von Frau John Herschel. Berlin 1877. (Reprint: Hildesheim 2013, ISBN 978-3-487-15010-9).
- Mrs. John Herschel (Hrsg.): Memoir and correspondence of Caroline Herschel. Verlag John Murray, London 1876 (archive.org).
- Michael Hoskin (Hrsg.): Caroline Herschel’s autobiographies. Cambridge: Science History Publications, 2003, ISBN 0-905193-06-7.

## Fordítás
- Ez a szócikk részben vagy egészben  a   Caroline Herschel című német Wikipédia-szócikk ezen változatának fordításán alapul.  Az eredeti cikk szerkesztőit annak laptörténete sorolja fel. Ez a jelzés csupán a megfogalmazás eredetét és a szerzői jogokat jelzi, nem szolgál a cikkben szereplő információk forrásmegjelöléseként.